# Robinsonia longimacula
Robinsonia longimacula là một loài bướm đêm thuộc phân họ Arctiinae, họ Erebidae.